# La Passion du docteur Hohner
Pour plus de détails, voir Fiche technique et Distribution.
La Passion du docteur Hohner (titre original : The Climax) est un film d'horreur américain réalisé par George Waggner et sorti en 1944. Après avoir été prévu comme une suite du film de 1943, Le Fantôme de l'Opéra, ce projet a été totalement revu et il a été décidé de s'inspirer d'une pièce de théâtre d'Edward Locke (en).

## Synopsis
Le docteur Hohner conçoit une passion absolue et maladive pour sa maîtresse, cantatrice à l'opéra de Vienne, qu'il assassine dans un accès de folle jalousie. Dix ans plus tard, l'arrivée d'une nouvelle cantatrice réveille à la fois le souvenir de son amante et ses vieux démons…

## Fiche technique
- Titre français : La Passion du docteur Hohner
- Titre original : The Climax
- Réalisation : George Waggner
- Scénario : Curt Siodmak, Lynn Starling, George Waggner, librement inspiré d'une pièce de théâtre d'Edward Locke (en)
- Musique : Edward Ward
- Directeur de la photographie : W. Howard Greene, Hal Mohr
- Montage : Russell F. Schoengarth
- Direction artistique : Alexander Golitzen, John B. Goodman
- Décors : Russell A. Gausman, Ira S. Webb
- Costumes : Vera West
- Maquillage : Jack Pierce
- Effets spéciaux : John P. Fulton
- Production : George Waggner, Universal Pictures
- Pays de production :  États-Unis
- Genre : Film d'horreur
- Durée : 86 minutes
- Date de sortie :
  - États-Unis : 20 octobre 1944

## Distribution
- Boris Karloff : le docteur Friedrich Hohner
- Susanna Foster : Angela Klatt
- Turhan Bey : Franz Munzer
- Gale Sondergaard : Luise
- Thomas Gomez : le comte Seebruck
- June Vincent : Marcellina
- George Dolenz : Amato Roselli
- Ludwig Stossel : Carl Baumann
- Ernö Verebes (en) : Brunn
- Lotte Stein : Mama Hinzl
- Scotty Beckett : le roi
- William Edmunds : Léon, le concierge

Acteurs non crédités
- Ernie Adams : un homme dans le public
- Gertrude Astor : une femme dans le public
- Anne Cornwall : une apparition
- Maurice Costello : une apparition
- Grace Cunard : une technicienne de l'opéra
- William Desmond : un technicien de l'opéra
- Francis Ford : un technicien de l'opéra
- Helen Gibson : apparition
- Stuart Holmes : le consul du roi
- Louis Payne : un homme dans le public
- Eddie Polo : un machiniste
- Jack Richardson : le chef d'orchestre

## Récompenses et distinctions

### Nominations
- Oscar 1945 :
  - Oscar des meilleurs décors - couleur (Alexander Golitzen, John B. Goodman, Russell A. Gausman et Ira S. Webb)
- Saturn Award 2007 :
  - Saturn Award de la meilleure collection DVD (au sein du coffret The Boris Karloff Collection)